# Tipula falcata
Tipula falcata är en tvåvingeart som beskrevs av Riedel 1913. Tipula falcata ingår i släktet Tipula och familjen storharkrankar. Inga underarter finns listade i Catalogue of Life.